# 韦尔代洛
韦尔代洛（義大利語：Verdello）是意大利贝加莫省的一个市镇。总面积7.15平方公里，人口7777人，人口密度1087.7人/平方公里（2009年）。国家统计（ISTAT）代码为016233。